# Retiers
Retiers (en bretó Rester, en gal·ló Restier) és un municipi francès, situat a la regió de Bretanya, al departament d'Ille i Vilaine. L'any 2006 tenia 3.622 habitants. Limita al nord amb Marcillé-Robert, al nord-est amb Visseiche i Arbrissel, a l'oest amb Le Theil-de-Bretagne, a l'est amb Moussé, Drouges i Rannée, al sud-oest amb Coësmes, al sud amb Martigné-Ferchaud i al sud-est amb Forges-la-Forêt.

## Demografia
| 1962                                       | 1968  | 1975  | 1982  | 1990  | 1999  |
| ------------------------------------------ | ----- | ----- | ----- | ----- | ----- |
| 2.878                                      | 3.153 | 3.331 | 3.431 | 3.306 | 3.212 |
| Des de 1962: població sense dobles comptes |       |       |       |       |       |

## Administració
| Període | Identitat       | Partit |
| ------- | --------------- | ------ |
| 2001-   | Michelle Clouet | UMP    |